# Ваккас-бей
Ваккас (загинув в кінці 1440-х років) — бей Ногайської Орди, онук Едигея, син Нур ад-Діна, беклярбек хана Узбецької Орди Абу-л-Хайра.
Проявив себе в основному як вірний прихильник і командувач військами Абу-л-Хайра. Відомий з 1428 року, коли він був присутній при коронації Абу-л-Хайра в місті Чингі-Тура. Він приєднався до хана, коли той уже досяг могутності. Можливо він був змушений шукати захисту, тому що його Юрт ослаб від епідемій й колотнеч. Як і багато ногайських беїв, він, мабуть, бажав підняти свій статус, отримавши посаду беклярбека, що незабаром й здійснилося. Мангицький юрт за Ваккас-бея зберігав певну самостійність, зокрема протистояв на західних кордонах Великій Орді. Імовірно, саме за Ваккаса мангицькі племена консолідувалися в районі Яїка, й заклали основу Ногайської орди.
Протягом приблизно 20 років між Ваккасом й ханом були тісні дружні відносини. Він брав участь у всіх великих військових компаніях хана 1430-1440-х років, у взятті Орду-Базару й боротьбі проти ханів Ахмеда й Махмуда. Йому було подаровано місто Узгенд на лівому березі Сир-Дар'ї. Проте, ймовірно у 1446 р., Ваккас перейшов на бік Мустафи, незалежного узбецького правителя Східного Дешта. Хан мав кочовища по річці Ішиму і її припливу Атбасару. Ваккас з мангутами прибув до Мустафи і, ймовірно, схилив його до зради узбецькому хану Абу-л-Хайру. На лівому березі Атбасара сталася кровопролитна битва, у якій загинуло багато прихильників Мустафи. Але після розгрому узбецьким ханом Мустафи Ваккас в тому ж році бере участь у походах узбецького хана на Сирдар'ю, що вказує на те, що його зрада була вибачена.
В кінці 1440-их — початку 1450-их років ім'я Ваккаса вже не згадується. Більшість дослідників вважає, що він був убитий, але розходяться в причини загибелі. Є думка, що до його смерті причетний Абу-л-Хайр, щоне вибачив зраду. Найбільш ймовірна версія, що Ваккаса вбив син Газі-бея Куджаш (Хаджі-Ахмед), який міг мститися за захоплення влади над мангутами, а можливо й за причетність до смерті батька.

## Джерело
- В. В. Трепавлов. История Ногайской Орды. Москва. Издательская фирма "Восточная литература", РАН
- Б.А. Ахмедов. Государство кочевых узбеков. Москва. Наука, 1965